# Clusiodes quatuorsetosa
Clusiodes quatuorsetosa är en tvåvingeart som beskrevs av Boris Mamaev 1974. Clusiodes quatuorsetosa ingår i släktet Clusiodes och familjen träflugor. Inga underarter finns listade i Catalogue of Life.